# Jason Collins
Jason Paul Collins (* 2. Dezember 1978 in Northridge, Kalifornien) ist ein ehemaliger US-amerikanischer Basketballspieler, von 2001 bis 2014 in der NBA aktiv war. 
Er ist der erste Profisportler in den vier großen US-Profiligen (NBA, Major League Baseball, National Football League, National Hockey League), der noch während seiner Karriere seine Homosexualität bekannt gab.
Collins ist der Zwillingsbruder von Jarron Collins, der ebenfalls NBA-Profi war. 

## NBA-Karriere
Collins wurde im NBA-Draft 2001 von den Houston Rockets an 18. Stelle ausgewählt. Die Rockets tauschten ihn aber direkt mit seinen künftigen Teamkollegen Richard Jefferson (13. Pick) und Brandon Armstrong (23. Pick) an die New Jersey Nets, um Eddie Griffin (7. Pick) zu verpflichten. Im Team von Byron Scott, das von Point Guard Jason Kidd angeführt wurde, spielte sich Collins als Backup des Centers Todd MacCulloch und des Power Forwards Kenyon Martin in die Rotation. 

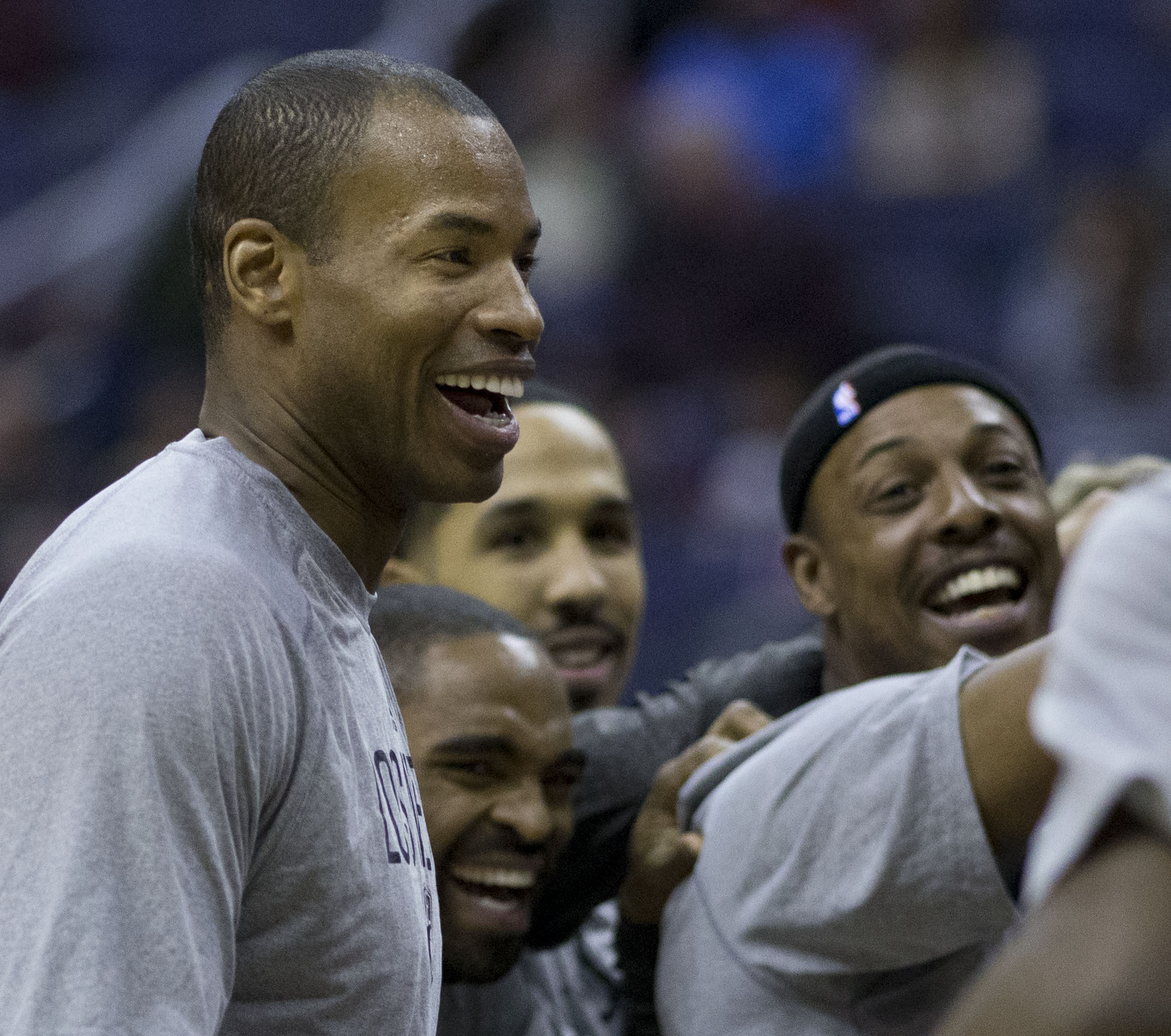
Collins als Spieler der Nets, 2014

Die Nets erreichten sowohl 2002 als auch 2003 jeweils die NBA Finals, scheiterten jeweils aber gegen die Los Angeles Lakers und die San Antonio Spurs. Gegen die Spurs startete Collins in allen sechs Spielen, konnte aber seinen Gegenspieler Tim Duncan nicht stoppen. In den Folgejahren etablierte sich Collins als Stamm-Center, ohne aber statistisch aufzufallen: bei den Nets erzielte er Spitzenwerte von 6,4 Punkten, 6,1 Rebounds und 0,9 Blocks pro Spiel und war hauptsächlich wegen seiner soliden Defensivarbeit gefragt.
2007 wechselte Collins zu den Memphis Grizzlies, konnte sich dort aber nicht gegen Pau Gasol und Darko Miličić durchsetzen und wurde nach nur 31 Spielen zu den Minnesota Timberwolves getauscht, die ihn bald an die Atlanta Hawks abgaben. 
Im Team um Swingman Joe Johnson etablierte sich Collins als Backup von Center Zaza Pachulia und spielte dort drei Jahre, bis er 2012 zu den Boston Celtics kam, die ihn nach 32 Spielen an die Washington Wizards tauschten. 

Im Februar 2014 kehrte Collins zu den Nets zurück, die nun in Brooklyn beheimatet sind. Dort unterschrieb er zunächst einen 10-Tages-Vertrag, welcher danach um 10 Tage verlängert- und anschließend in einen Vertrag bis zum Saisonende umgewandelt wurde. 

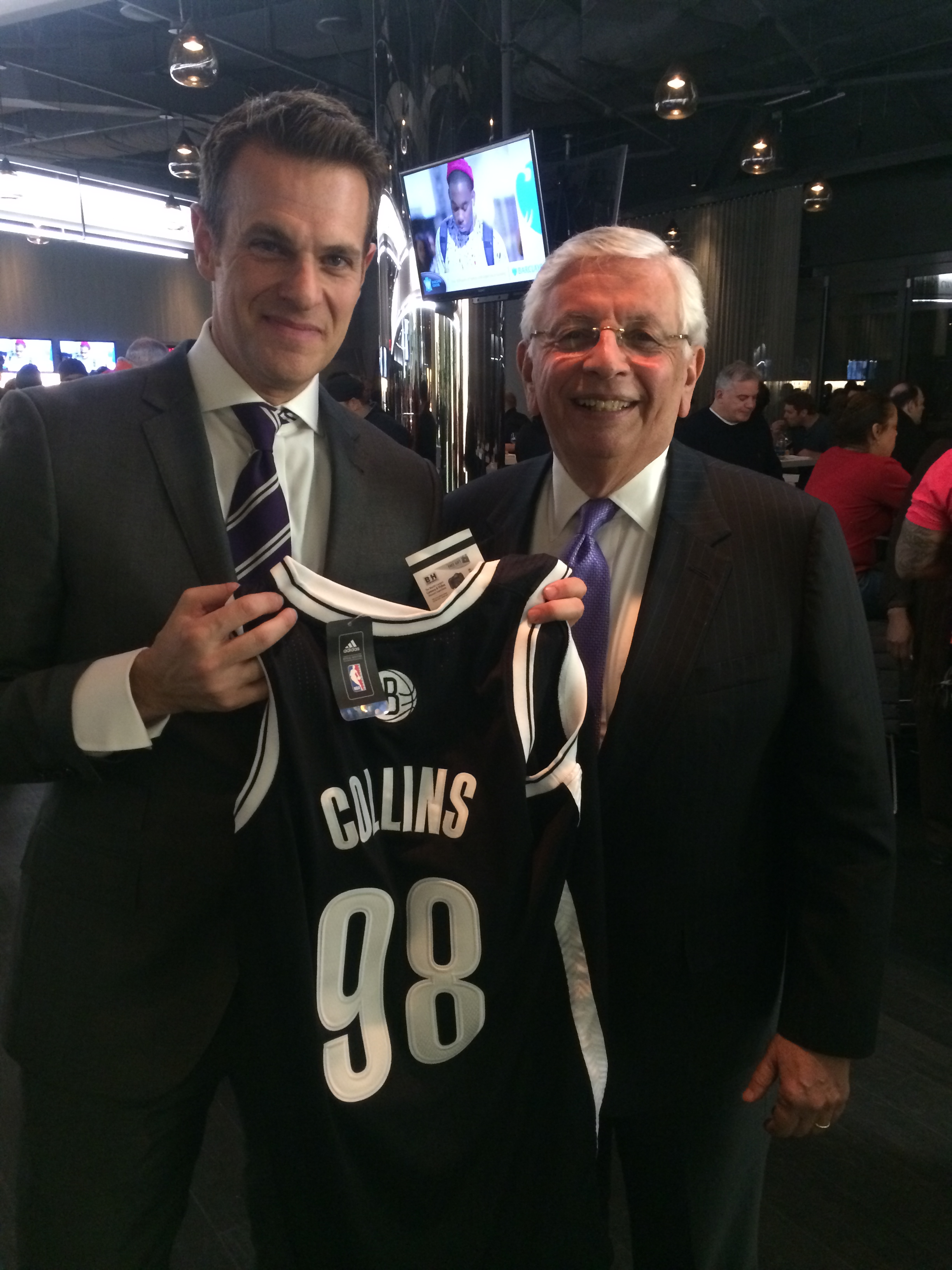
Aktivist Brian Ellner (links) mit Collins’ Trikot zusammen mit NBA-Commissioner David Stern

Zur folgenden Saison bekam Collins keine Vertragsangebote mehr und erklärte nach 13 Profijahren seinen Rücktritt vom Leistungssport.

## Privatleben
Collins war acht Jahre lang in einer Beziehung mit der Basketballerin Carolyn Moos und verlobte sich mit ihr, ehe er 2009 die Beziehung beendete.
Am 29. April 2013 machte Collins seine Homosexualität bekannt; damit wurde er der erste Profisportler in den vier großen US-Profiligen (NBA, Major League Baseball, National Football League, National Hockey League), der sich während seiner Karriere outete.
Sein Coming-out wurde allgemein positiv aufgenommen: Sein Bruder Jarron, US-Präsident Barack Obama, NBA-Präsident David Stern, NBA-Stars wie Kobe Bryant, Dwyane Wade oder Steve Nash, aktuelle Wizards-Teamkollegen wie John Wall, Emeka Okafor oder Martell Webster, ehemalige Weggefährten wie Jason Kidd, Zaza Pachulia und Doc Rivers lobten Collins für seine Aktionen.
Seit Mai 2025 ist er mit dem US-amerikanischen Filmregisseur Brunson Green verheiratet.
Collins enthüllte zudem, dass seine Trikotnummer #98 (die er seit 2012 trägt) ein Andenken an Matthew Shepard darstellt, der 1998 einem schwulenfeindlichen Mord zum Opfer fiel.